# 保罗·马扎
保罗·马扎（義大利語：Paolo Mazza，1901年7月21日—1981年12月31日），意大利足球运动员、教练。他曾联同乔瓦尼·费拉里带领意大利国家队参加1962年国际足联世界杯，结果队伍获得第九名。